# Ghiacciaio di Monciair
Il ghiacciaio di Monciair (in francese e ufficialmente, Glacier du Montchair) si trova nel massiccio del Gran Paradiso nel versante valdostano.

## Pronuncia
Il toponimo in francese "Montchair" si pronuncia "Monshèr". La grafia "Monciair" altro non è che l'adattamento italiano della pronuncia in patois valsavarein.

## Ubicazione
Il ghiacciaio si colloca ai piedi della becca di Monciair.

## Accesso
La via normale di salita alla becca di Monciair si svolge prima lungo il bordo orientale del ghiacciaio e poi lungo la cresta nord-orientale della montagna.